# Зангвал
Зангвал (англ. zangwal, zwangal, twar) — один из языков западночадской ветви чадской семьи.
Распространён в центральных районах Нигерии. Численность говорящих — около 100 человек (1993). Язык бесписьменный.

## Классификация
Согласно классификациям чадских языков, представленным в справочнике языков мира Ethnologue и в работах британского лингвиста Роджера Бленча, язык зангвал вместе с языками гурунтум-мбаару, тала и джу включён в подгруппу гурунтум группы B3 (у Роджера Бленча — группы заар) подветви B западночадской ветви. В классификациях чадских языков, опубликованных в работе С. А. Бурлак и С. А. Старостина «Сравнительно-историческое языкознание» и в статье В. Я. Порхомовского «Чадские языки» (лингвистический энциклопедический словарь), группе B3 соответствует группа южные баучи, а подветви B — подветвь баучи-баде. Чешский лингвист Вацлав Блажек относит к группе южных баучи подгруппу, включающую языки гурунтум, зангвал, шо, джими и тала.

## Общие сведения
Область распространения языка зангвал — район Баучи штата Баучи в центральных областях Нигерии.
С востока и юга к территории распространения языка зангвал примыкают ареалы близкородственных западночадских языков подгруппы гурунтум: с востока — ареал языка тала, с юга — ареал языка джу. С севера и запада с областью распространения языка зангвал граничат ареалы западночадских языков других подгрупп: с запада — ареал языкового кластера польги, с северо-запада — ареал языка геджи, с северо-востока — ареал языка гера.
Численность носителей языка зангвал по данным 1993 года, представленным в справочнике Ethnologue — около 100 человек. По оценкам сайта Joshua Project численность говорящих на языке зангвал составляет 200 человек (2016).
Язык зангвал — язык устного повседневного общения представителей этнической общности зангвал. Данный язык находится под угрозой исчезновения, поскольку численность говорящих на нём сокращается, передача языка детям нарушена, знание языка зангвал характерно только для небольшой части младшего поколения этой этнической группы. По вероисповеданию представители зангвал являются мусульманами.